# Наймарк Марк Аронович
Марк Аронович Наймарк (5 грудня 1909 року, Одеса — 30 грудня 1978, Москва
) — радянський математик, доктор фізико-математичних наук, професор.

## Біографія
Народився 5 грудня 1909 року в Одесі, в єврейській родині. 
У 1933 році закінчив Одеський фізико-хіміко-математичний інститут.  Навчався у Марка Григоровича Крейна .
В 1933 - 1938 роках викладав в Одеському державному університеті, з 1935 року обіймав посаду доцента. Одночасно в 1937 - 1938 роках завідував кафедрою в Одеському державному педагогічному інституті.
Доктор фізико-математичних наук (1941), професор (1942).
У 1938 - 1950 роках був науковим співробітником  Сейсмологічного інституту та Інституту хімічної фізики АН СРСР. В 1950–1954 роках прауцював в Академії оборонної промисловості. Від 1954 року обіймав посаду  професора кафедри математики Московського фізико-технічного інституту. З 1962 року завідував сектором у Математичному інституті ім. В. А. Стеклова Академії наук СРСР.
Внесок у науку включає доказ теореми Гельфанда — Наймарка, конструкцію ГНС (Гельфанда — Наймарка — Сигала), роботи у області теорії зображень груп Лі.
Помер 30 грудня 1978 року в Москві.

## Праці
- Унитарные представления классических групп [Текст] / И. М. Гельфанд, М. А. Наймарк. — Москва ; Ленинград : Изд-во Акад. наук СССР, 1950. — 288 с.; 26 см. — (Труды Математического института им. В. А. Стеклова / Акад. наук СССР; 36).
- Нормированные кольца [Текст]. — Москва : Гостехиздат, 1956. — 487 с. : черт.; 27 см.
- Нормированные кольца [Текст]. — 2-е изд., перераб. — Москва : Наука, 1968. — 664 с. : черт.; 22 см.
- Нормированные кольца [Текст] / М. А. Наймарк. — Изд. 3-е. — Москва : Физматлит, 2010. — 684, [1] с. : ил.; 22 см. — (Классика и современность. Математика).; ISBN 978-5-9221-1273-4
- Normierte Algebren [Текст] / Von M. A. Neumark ; Übers. aus dem Russisch. Dipl.-Math. B. Mai, Dipl.-Math. G. Tesch. — Berlin : Deutsch. Verl. der Wissenschaften, 1959. — 572 с. : ил.; 23 см. — (Hochschulbücher für Mathematik / Hrsg. von H. Grell u. a.; Bd. 45).
- Линейные представления группы Лоренца [Текст]. — Москва : Физматгиз, 1958. — 376 с. : черт.; 23 см.
- Линейные дифференциальные операторы [Текст]. — 2-е изд., перераб. и доп. — Москва : Наука, 1969. — 526 с. : черт.; 22 см.
- Линейные дифференциальные операторы [Текст] / М. А. Наймарк. — Изд. 3-е. — Москва : Физматлит, 2010. — 526 с. : ил.; 22 см. — (Классика и современность).; ISBN 978-5-9221-1259-8
- Lineare Differentialoperatoren [Текст] / M. A. Neumark ; In deutscher Sprache bearb. und hrsg. von Prof. Dr. Heinz Otto Cordes, Prof. Dr. Fritz Rühs. — 2. unveränd. Aufl. — Berlin : Akad.-Verl., 1963. — XII, 394 с. : ил.; 25 см. — (Mathematische Lehrbücher und Monographien / Hrsg. von der Deutschen Akad. der Wissenschaften zu Berlin. Inst. für Mathematik).
- Функциональный анализ [Текст] : Лекции для студентов II курса / М. А. Наймарк, В. В. Мартынов ; М-во высш. и сред. спец. образования РСФСР. Моск. физ.-техн. ин-т. — Долгопрудный : [б. и.], 1970. — 268 с. : граф.; 21 см.
- Теория представлений групп [Текст] / М. А. Наймарк. — Москва : Наука, 1976. — 559 с.; 22 см.
- Теория представлений групп : [Пер. с рус.] / М. А. Наймарк, И. Штерн. — М. : Мир, 1984. — 544 с.; 22 см.
- Теория представлений групп [Текст] / М. А. Наймарк. — Изд. 2-е. — Москва : Физматлит, 2010. — 572 с.; 22 см. — (Классика и современность. Математика).; ISBN 978-5-9221-1260-4
- Théorie des représentations des groupes [Текст] : Trad. du russe / M. Naimark, A. Stern. — Moscou : Mir, 1979. — 608 с.; 22 см.